# Koszalin Wenedów
Koszalin Wenedów – wąskotorowy przystanek kolejowy w Koszalinie, w województwie zachodniopomorskim, w Polsce obsługująca turystyczny ruch koleją wąskotorową uruchamianą przez Koszalińską Kolej Wąskotorową.